# Frisinnade folkpartiet
Frisinnade folkpartiet var ett svenskt riksdagsparti 1924–1935. Partiet bildades sedan riksdagspartiet Liberala samlingspartiet splittrats över frågan om alkoholförbud, varvid förbudsmotståndarna bildade Liberala riksdagspartiet. Liberalernas riksparti Frisinnade landsföreningen kom att tillhöra Frisinnade folkpartiet eftersom majoriteten av medlemmarna stödde deras linje. Liberala riksdagspartiet bildade istället ett nytt riksparti under namnet Sveriges liberala parti. Efter det att Frisinnade landsföreningen och Sveriges liberala parti hade gått samman 1934 under namnet Folkpartiet upphörde Frisinnade folkpartiet och Liberala riksdagspartiet som riksdagspartier 1935, i och med att Folkpartiets riksdagsgrupp bildades.

## Partiledare
- 1924–1932: Carl Gustaf Ekman
- 1932–1935: Felix Hamrin